# Константин Ненадовић
Константин Н. Ненадовић (1822—1900) био је српски историограф, из породице Ненадовић, која је пореклом из Бранковине. Био је унук кнеза Алексе и син Николе Ненадовића. Школовао се у Крагујевцу. Носио је титулу Краљевине Србске Артиљеријски капетан Прве класе.
У свом делу „Живот и дела великог Ђорђа Петровића и живот његових војвода и јунака“, које је издао na Сретење 1884. године у Бечу, дао је најпрецизнији списак старешина, војвода и кнезова по нахијама. За сваког од њих забележио је и годину рођења и смрти, чин и дао кратак опис живота.